# August Gottfried Ritter

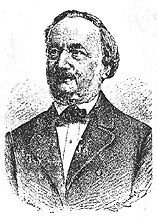
August Gottfried Ritter.

August Gottfried Ritter, född 25 augusti 1811 i Erfurt, död 26 augusti 1885 i Magdeburg, var en tysk organist. 
Ritter, som var lärjunge till bland andra Johann Nepomuk Hummel och Carl Friedrich Rungenhagen, blev 1837 organist i Erfurt, 1844 domkyrkoorganist i Merseburg samt 1847 i Magdeburg. Han var en berömd orgelspelare, gjorde sig känd genom sin Kunst des Orgelspiels (två band, 8:e–9:e upplagorna 1877), skrev bland annat sonater, fugor, för- och efterspel för orgel, pianosonater samt manskörer, deltog i utgivningen av "Orgelarchiv", "Orgelfreund" och orgeltidningen "Urania" samt författade Geschichte des Orgelspiels im 14.–18. Jahrhundert (två band, 1884) och utgav samlingar av solosånger ("Odeon", "Armonia", "Arion").